# Grammomys
Grammomys és un gènere de rosegadors de la família dels múrids. Tenen una llargada de cap a gropa de 9,7–14 cm, una cua de 14–20 cm i un pes de 18–65 g. La punta de la cua és peluda. Tres espècies estudiades fins ara (G. kuru, G. cometes i G. dolichurus) viuen als herbassars, els boscos humits i les zones amb vegetació secundària. El nom genèric Grammomys significa ‘ratolí marcat’ en llatí.

## Taxonomia
Aquest gènere està format per les següents 14 espècies:
- G. aridulus
- G. brevirostris
- G. buntingi
- G. caniceps
- G. cometes
- G. dolichurus
- G. dryas
- G. gigas
- G. ibeanus
- G. kuru
- G. macmillani
- G. minnae
- G. poensis
- G. selousi